# Anolis gibbiceps
Espèce
Synonymes
- Norops gibbiceps (Cope, 1864)

Anolis gibbiceps est une espèce de sauriens de la famille des Dactyloidae. 

## Répartition
Cette espèce se rencontre au Venezuela et au Guyana.

## Publication originale
- Cope, 1864 : Contributions to the herpetology of tropical America. Proceedings of the Academy of Natural Sciences of Philadelphia, vol. 16, p. 166-181 (texte intégral).